# Toonstruck
Toonstruck est un jeu vidéo d'aventure de type point and click sorti en 1996. Il met en scène Marc Blanc incarné par Christopher Lloyd. Le jeu se déroule dans un monde peuplé par des personnages de dessins animés dans lequel le héros est le seul être réel.

## Synopsis
Marc Blanc (Drew Blanc en VO), est un dessinateur travaillant pour une firme de production de dessins animés. Son chef lui demande d'actualiser l'émission Dorothée Show, une série animée qui a un grand succès et qui va fêter son dixième anniversaire. Comme le protagoniste est le créateur du personnage principal, une lapine nommée Dorothée, il a la charge de livrer les croquis le lendemain.
Victime du syndrome de la page blanche, il s'assoupit au cours de la nuit qui suit. Il est réveillé par son poste de télévision qui s'est allumé et, en essayant de l'éteindre, se fait aspirer par ce dernier et se retrouve dans un monde de toons peuplé par les créatures qu'il a dessiné.
Après avoir échappé à une attaque d'un rayon nommé le perfidificateur, il retrouve sa première création de personnages de dessins animés : Flux Radieux qui l'emmène voir le roi Hilarius de Mignonia. Ce dernier lui propose un marché : le roi promet de l'aider à rentrer chez lui en échange de la construction d'un rayon mignonificateur créé pour contrer le perfidificateur. Mais le maléfique Comte Néfarius, créateur du perfidificateur, surveille de près Marc et envoie ses sbires pour le capturer.

## Système de jeu
Le joueur dirige Marc Blanc qui est incrusté dans le décor de dessin animé. Il est accompagné par le personnage Flux Radieux auquel il peut lui donner des ordres. Le jeu met l'accent sur l'humour des différentes énigmes et des personnages.
Au cours du jeu, le joueur est amené à visiter :
- Mignonia, le pays des gentils ;
- Perfidia, le pays des méchants ;
- Zanydu, l'île dont est originaire Flux Radieux.

## Accueil
- Adventure Gamers : 5/5[2]
- PC Team : 93 %[3]

## Doublage

### Voix originales
- Christopher Lloyd : Drew Blanc
- Dan Castellaneta : Flux Wildly
- Tim Curry : Nefarius
- Tress MacNeille : Sparky, Chipper, Fluffy Fluffy Bun Bun, Marge, Ms. Fortune, Bouncer
- Jim Cummings : Dough, B.B. Wolf, Feedback, Seedy, Snout
- Corey Burton : Footman, Bricabrac, WACME Quiz Master, Goggles
- Rob Paulsen : Mee, Barman, Lugnut
- Frank Welker : Mouse, Elmer, Squirrel, Elephant, Vulture, Scarecrow, Bowling Bear, The Myna Bird, Surveillance Guard, Ray, Venus Flytrap
- Jeff Bennett : The Carecrow, Outhouse guard, Jim, Woof, Robot Maker, Spike
- David Ogden Stiers : King Hugh
- April Winchell : Ms. Fit, Polly
- Dom DeLuise : Fingers The Cashier
- Ben Stein : Sam Schmaltz

### Voix françaises
- Pierre Hatet : Marc Blanc
- Luq Hamet : Flux Radieux
- Richard Darbois : Nefarius
- Annabelle Roux : Dorothée, la secrétaire dentiste
- Odile Schmitt : Coco Flanelle
- Micheline Dax : Marguerite, Martin
- Patrick Préjean : Z'hurle, Bric à Brac
- Charles Pestel : le Roi Hilarius
- Sylvain Lemarié : Narine
- Danièle Hazan : Miss Fortune, Blok
- Gilbert Lévy : Sam Schmaltz, Ouaf, L'émouvantail
- Michel Elias : le valet de pied, S.M. Loup
- Michel Tugot-Doris : Pic le clown, Aldo
- Daniel Beretta : Jim
- Benoit Allemane : le garde des toilettes
- Jean-Pierre Denys : le faiseur de robots
- Anne Ludovik : Annabelle, la secrétaire de Schmartz
- Eric Chevallier : Ventouse, Rémi, les gardes du palais
- François Jaubert : Bobby les Pointes
- Yann Le Madic : Domi, Chedar Mac Vador
- Michel Tureau : Z'oeil
- Thierry Monfray : Z'oreille